# Aspilia jelskii
Aspilia jelskii là một loài thực vật có hoa trong họ Cúc. Loài này được (Hieron.) S.F.Blake mô tả khoa học đầu tiên năm 1924.